# Eugène Dabit
Eugène Dabit fue un escritor y pintor francés, nacido de 21 de septembre de 1898 en Mers-les-Bains (Somme) y muerto el 21 de agosto de 1936 en Sebastopol.
Formó parte del grupo de la literatura proletaria. Su novela El Hotel del Norte (nombre también de la película que se basó en la obra), obtuvo el premio de la novela populista y fue llevada al cine por Marcel Carné, con los actores Arletty y Louis Jouvet. Mantuvo una larga correspondencia con Roger Martin de Gard.

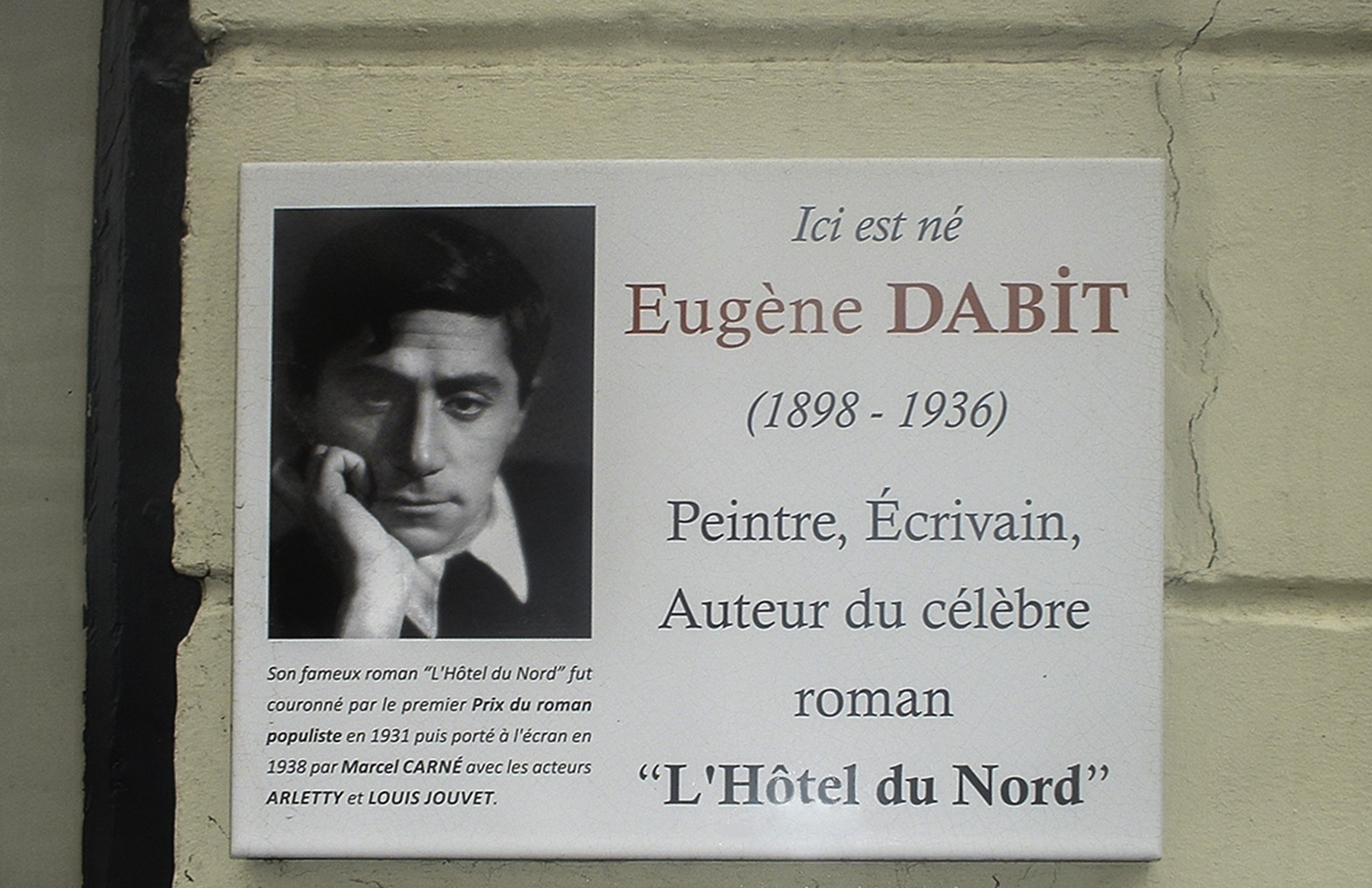
Sobre la casa natal de Eugène Dabit, calle Jules-Barni a Mares-los-Baños.

## Biografía
Dotado para el dibujo, en 1912 fue aprendiz de cerrajero. La Primera Guerra Mundial interrumpió sus estudios y su escolaridad.
Su padre estuvo en la reserva militar y Eugène debió auxiliar en la necesidades financieras de la familia trabajando en el metro de París.
Demasiado joven para el servicio militar, aunque le correspondía la promoción de 1918, ingresó en diciembre de 1916 en la artillería pesada. Después de seis mes de instrucción en Poitiers, vivió una fuerte depresión que lo llevó a una tentativa de suicidio de la que salió herido. Repuesto de sus heridas, se reintegró al servicio militar pero el trauma de aquella época lo marcó como lo demuestra en su poema: He sido soldado a los dieciocho años.
Al final de la guerra, vivió con las tropas de ocupación de la Ruhr en Alemania, después volvió a París para trabajar como secretario dibujante en el servicio de cartografía del ejército.
En 1919 y ya admirando a los pintores de moda Paul Cézanne, Vincent Van Gogh y Henri Matisse, prefirió estudiar arte en la Academia Biloul en 1920 y 1921, conociendo camaradas que habrían de influir en él: Christian Caillard (con que se instala en un pequeño taller expósita calle de las Mignottes por Émile Dabit) y Georges-André Klein. Gracias a estos últimos, Eugène se sumergió por primera vez en la lectura, con Charles Baudelaire, Arthur Rimbaud, Stendhal, André Gide.
En 1922, Eugène Dabit, ayudado por sus parientes, se inició en la industria de la seda pintada con su amigo Christian Caillard. Gracias a una amiga de este último, Irène Champigny, propietaria de una galería de arte, el comercio tuvo éxito, permitiendo a los emprendedores ganar una pequeña fortuna.
En 1923-1924, Eugène Dabit prosiguió sus estudios artísticos en la Academia de la Grande Chaumière donde encontró a Béatrice Appia y a Maurice Loutreuil. Con este último y con Christian Caillard, Béatrice Appia, Georges-André-Klein y Pinchus Krémègne, Eugène Dabit formó parte del  «Grupo del Pré-Saint Gervais», escuela en la cual la pintura es para ellos un apasionante asunto de discusiones y de pruebas.

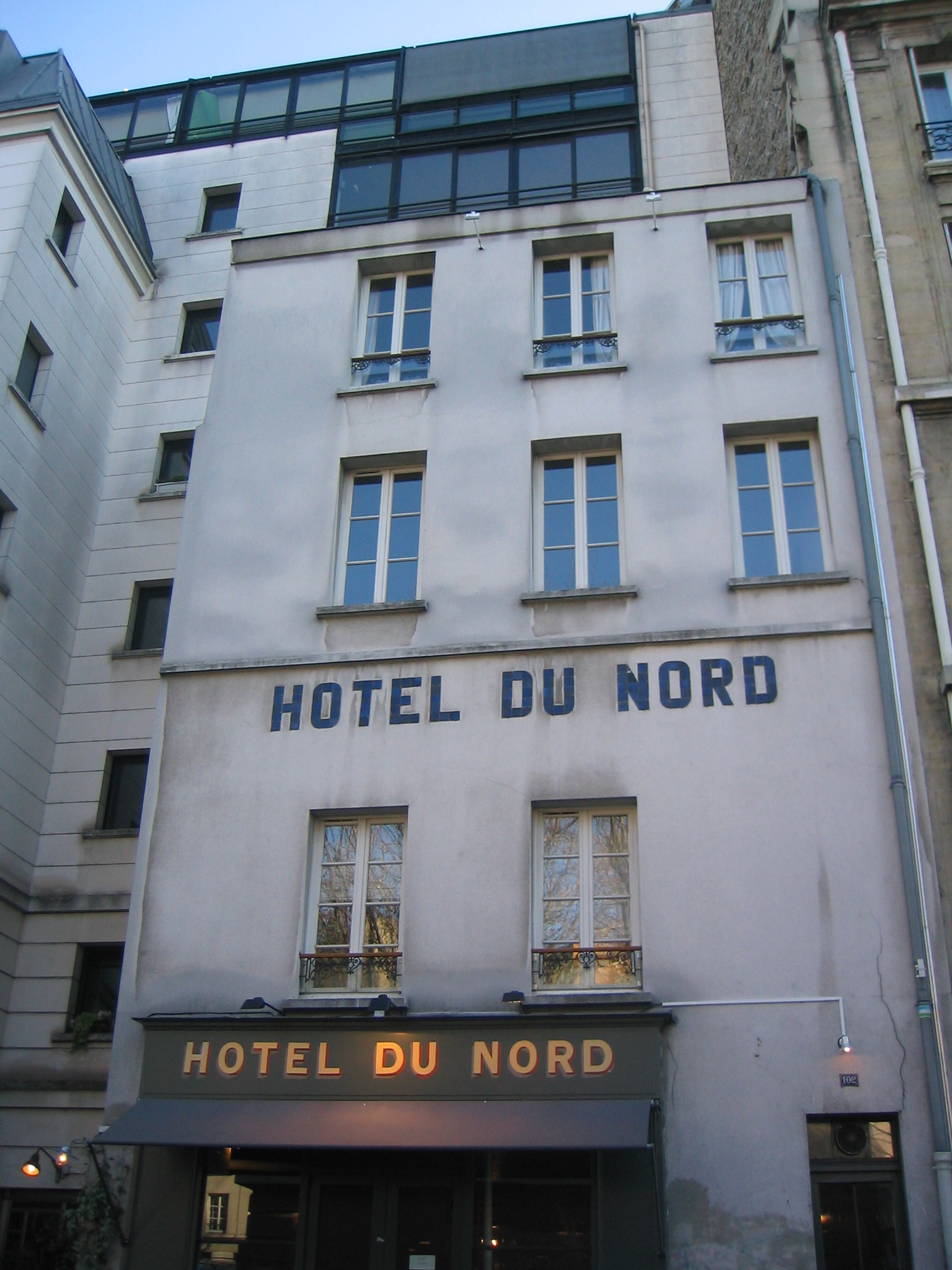
El Hotel de Norte, 102 andén de Jemmapes.

Los padres de Eugène Dabit adquieren el Hotel du Nord y él se muda con ellos haciendo el trabajo de  portero de noche, observando a la clientela nocturna de paso que inspiró muchas de sus novelas.
En 1924, Eugène Dabit se casó con Béatrice Appia. Hicieron entonces construir, en el número 7 de la  calle Paul-de-Kock, «una gran y cómoda morada hecha para la pintura, con un taller de grandes tragaluces.»
A partir de 1928, de regreso de un viaje a Marruecos creyó constatar un desinterés para su pintura (si bien llegó a exponer junto con Amedeo Modigliani, Chaïm Soutine y Maurice Utrillo, le hubieraencantado hacerlo con Mauricio de Vlaminck cuya pintura admiraba), Eugène Dabit emprendió su tarea como escritor y se encontró una nueva musa : Véra Braun, de origen húngaro, dibujante y pintora en París. Como resultado de esa relación se separa de su esposa.
Su novela El Hotel de Norte se publicó en 1929 y obtuvo en 1931 el Premio de la novela populista, con un valor de cinco mil francos. A partir de ese evento Dabit militó para la causa de la gente menesterosa y para la literatura «revolucionaria» participando en debates y dando conferencias sobre cuestiones sociales.
En 1932 obtuvo una beca de la Fundación Blumenthal, por un importe de veinte mil francos. Ese mismo año, la Asociación de los escritores y de los artistas revolucionarios fue creada y él se inscribió como miembro activo encontrándose con ilustres personalidades del mundo artístico y literario con los cuales se relacionó. En octubre, inició el proyecto de llevar Hotel del Norte a la pantalla, para lo cual se entrevistó conHenri Jeanson y con Jean Renoir, aunque fue finalmente  Marcel Carné quien realizará la película en 1938).
En 1936, por invitación de André Gide, Eugène Dabit efectuó un viaje a carácter literario a la Unión Soviética en compañía de André Gide, Jef Last, Louis Guilloux, Jacques Schiffrin y Pierre Herbart, visitando sucesivamente en julio y agosto Moscú, Tiflis, Batumi, Sujumi, Sochi, viaje en el que la fiebre y la disentería  se apoderaron de él. Su muerte aconteció el 21 de agosto de 1936 en un hospital de Sebastopol (Crimea). Se pensó que su muerte había sido causada por una escarlatina o tifus (la naturaleza de su enfermedad permaneció incierta y apareció incluso sospechosa a Louis Aragón
André Gide que relatará este viaje en Regreso de la URSS, dedicó el libro "a la memoria de Eugène Dabit".
Eugène Dabit se encuentra inhumado en el  cementerio de Pere-Lachaise. Louis-Ferdinand Céline le dedicó en 1937 su obra Bagatelles para una masacre.

## Obra como pintor

### Exposiciones colectivas
- Salón de los independientes y Salón de otoño, a partir de 1926.[16]
- Salon des Tuileries, a partir de 1929.[17]
- Maurice Loutreuil y sus amigos : Christian Caillard, Eugène Dabit, Béatrice Appia, André Masson, Pinchus Krémègne, Kazimierz Zieleniewski y Raymond Billette, Galería de Nevers, 16 calle Dauphine, París, octubre diciembre 1977.[18]

## Obra como escritor
- Petit Louis (Gallimard, 1930)
- El Hotel de Norte (Robert Denoël, 1929)
- Yvonne (1929 - inédito, Bernard Pascuito, 2008)
- Villa Oasis o Los falsos burgueses (Gallimard, 1932)
- Faubourgs de París (Gallimard, 1933 ; edición bibliophilique enriquecida de veinte lithographies originales de Robert Savary imprimidas por Mourlot Hermanos, cien veinticinco ejemplares numérotés, Sociedad normande de los amigos del libro, 1970))
- Un muerto todo nueve (Gallimard, 1934)
- La isla, tres nuevas : Los compañeros de Andrómeda, Una mañana de pesca, Ambos Marie (Gallimard, 1934)[19]
- La zona verde (Gallimard, 1935, rééd. 2009)
- Tren de vidas (Gallimard, 1936)
- Al Puente que Gira (Unión Bibliophile de Francia, 1936, rééd. 1946)
- Los maestros de la pintura española (Gallimard, 1937)
- Ciudad Luz (El Dilettante, 1937, rééd. 1987)
- El daño de vivir (con Extranjeras) (1937, Gallimard, 1939)
- Journal íntimo, 1926-1936 (Gallimard, 1939 rééd. 1989)
- Correspondencia con Roger Martin de Gard, (Ediciones del C.N.R.S., 1986).
- La aventura de Piedra Sermondade seguimiento de Una hora con Eugène Dabit, (Finitude, 2009).[20]

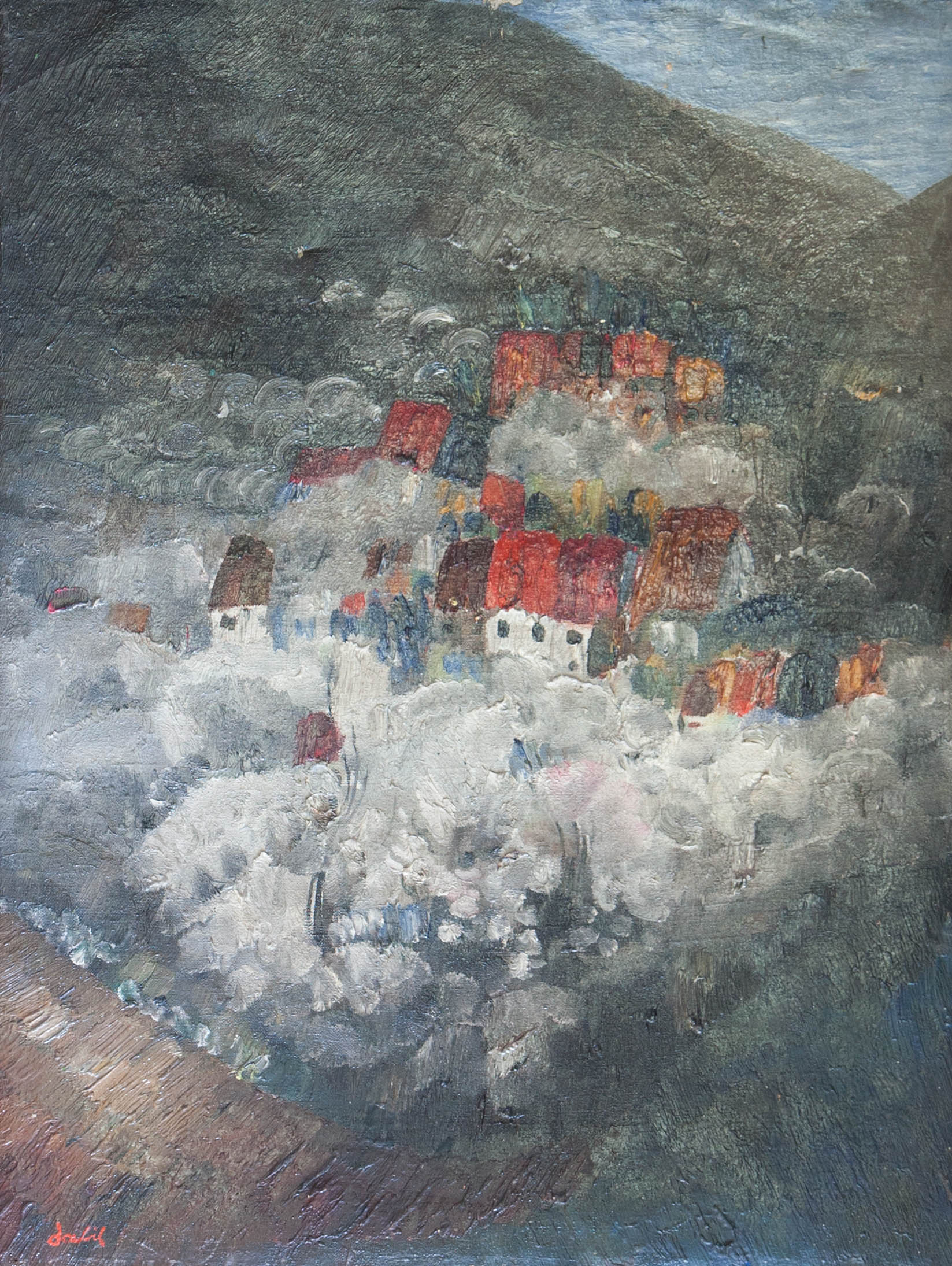
Eugène Dabit, Paisaje, aceite sobre tela (coll. particular)

## Premio y distinciones
- Premio de la literatura proletaria, 1929.
- Premio de la novela populiste, 1931 (este premio estará rebautizado "Premio Eugène-Dabit" en 2012).[10]
- Premios Blumenthal, 1932.